# Дифенилхлорарсин
Дифенилхлорарсин (Норин, Мотрон, Интар, Кларк I, DA) — органическое соединение мышьяка; раздражающее вещество группы стернитов. Открыт Михаэлисом и Ла Косте в 1878 году.

## Свойства
Дифенилхлорарсин более химически стоек по сравнению с аналогичным по свойствам дифенилцианарсином, особенно при нагревании. При 230 °C дифенилхлорарсин желтеет и начинает медленно разрушаться. За 15 минут при 600 °C разлагается 22 %, а при 750 °C — 48 % вещества.

## Боевое применение
Применялся как боевое отравляющее вещество на полях Первой мировой войны. Входил в состав германского химического снаряда «синий крест», применённого впервые в июле 1917 г. во Фландрии. При взрыве снаряда образовывался аэрозоль наночастиц, способный проникать через угольный фильтр противогаза.
При концентрации 0,1 мкг/л начинает ощущаться действие дифенилхлорарсина, а концентрация свыше 1 мкг/л уже непереносима для человека без аэрозольного фильтра. Однако раздражающее воздействие может ощущаться и на коже, если на неё попадут частицы аэрозоля. При попадании 0,05 мг/см2 дифенилхлорарсин вызывает покраснение, а при большей плотности поражения могут возникать эритемы, опухоли и даже пузыри.

## Другие области применения
Дифенилхлорарсин является полезным реагентом для получения других дифенилмышьяковых соединений, например, по реакции Гриньяра:
{\displaystyle {\ce {{Ph_{2}AsCl}+{RMgBr}\to {Ph_{2}AsR}+{MgBrCl}}}}
где R — алкильный либо арильный радикал.